# Нуон Чеа
Нуо́н Че́а (кхмер. នួន ជា; 7 июля 1926, с. Воат-Кор, провинция Баттамбанг, Камбоджа — 4 августа 2019), также известен как Лонг Бунруот (кхмер. ឡុង ប៊ុនរត្ន) и Рунглыт (Рунглэт) Лаоди (кхмер. រុងឡឺត ឡាវឌី, тайск. รุ่งเลิศ เหล่าดี), при рождении Лау Бен Кон — камбоджийский революционер, государственный и политический деятель режима Красных Кхмеров, военный преступник. Один из главных (наряду с Иенг Сари) идеологов коммунистического движения и ближайший соратник Пол Пота, один из организаторов геноцида в Камбодже. Постоянный член ЦК Компартии Кампучии, в партийной иерархии — Брат но́мер два (кхмер. បងធំទី២).
Приговорён к пожизненному заключению за преступления против человечности и геноцид.

## Биография
В 1940-х годах учился в Университете Тхаммасат в Бангкоке (Таиланд), принимал участие в деятельности Компартии Сиама. Выдвинулся на руководящие позиции в подпольно-партизанском движении Камбоджи, стал одним из ведущих партизанских лидеров.
В сентябре 1960 года избран заместителем генерального секретаря Коммунистической партии Камбоджи. После убийства в 1962 году Ту Самута партию возглавил Пол Пот, который в 1963 году снял Нуон Чеа с должности (его сменил Ван Вет). Тем не менее, Нуон Чеа выразил преданность и поддержку Пол Поту и вскоре восстановил своё место «второго человека» в партийном руководстве.
В 1970 году, после переворота Лон Нола и его ультиматума «красным кхмерам», Нуон Чеа сыграл ключевую роль в том, чтобы убедить Северный Вьетнам поддержать движение «красных кхмеров», в результате чего северовьетнамские войска заняли до 1/4 территории страны. Позднее Нуон Чеа удавалось сохранять репутацию «союзника Вьетнама», получая от него всё новую помощь, даже в период трений между СРВ и «красными кхмерами» и репрессий против вьетнамской общины Камбоджи — вплоть до начала вьетнамского наступления в 1978 году.
В апреле 1976 году был избран председателем Законодательной ассамблеи Демократической Кампучии, а с 27 сентября по 25 октября 1976 года в течение месяца был премьер-министром Кампучии по причине «болезни» Пол Пота (в реальности имела место фракционная борьба, которую Пол Пот выиграл, и в которой Нуон Чеа оставался его верным союзником).
После поражения режима бежал в Таиланд, в 1998 году сдался властям, 19 сентября 2007 года арестован по обвинению в геноциде. 7 августа 2014 года приговорён специальным судом к пожизненному заключению за преступления против человечности. 18 ноября 2018 года Нуон Чеа был признан виновным в геноциде народности чам и этнических вьетнамцев и получил второй пожизенный срок. Умер по естественным причинам 4 августа 2019 года в больнице кхмерско-советской дружбы в Пномпене.

## Интересные факты
Двоюродным братом Нуон Чеа был генерал Сак Сутсакан. Во время гражданской войны 1970-х Сак Сутсакан был для «Красных кхмеров» одним из главных врагов. В 1980-х Сак Сутсакан стал союзником «Красных кхмеров» в вооружённой борьбе против вьетнамской оккупации и правительства Хенг Самрина.